# Hardskills
Onder hardskills wordt specifieke kennis en vaardigheden verstaan, die kunnen worden gedefinieerd en gemeten.

Voorbeelden van hardskills zijn vaardigheden zoals:
- sneltypen,
- schrijven,
- rekenen,
- lezen,
- lassen,
- het besturen van en vorkheftruck,
- werken met spreadsheets,
- software-ontwikkeling,
- spreken van een vreemde taal,
- de vaardigheid om bepaalde computerprogramma's of
- speciale apparatuur te gebruiken.

In het bedrijfsleven verwijzen deze hardskills meestal naar boekhoudkundige- en financiële kennis of ICT-vaardigheden.
Hard- en softskills worden vaak genoemd in de functiebeschrijving van een vacature. Voor de meeste banen zijn de gevraagde hardskills essentieel voor het verkrijgen van een uitnodiging voor een sollicitatiegesprek. Maar meestal zijn het toch de softskills die bepalen of iemand de baan zal krijgen, want werkgevers willen iemand die niet alleen hun functie goed kunnen uitvoeren, maar vooral ook of zijn/haar persoonlijkheid past binnen het bedrijf en er een goede indruk op klanten mee kan worden gemaakt.
Deze en andere eigenschappen, zoals de mogelijkheid je in te leven in anderen of om onder druk kalm te blijven, zijn ook wel bekend als 'soft skills'.
In tegenstelling tot hardskills zijn deze softskills minder tastbaar en moeilijker te kwantificeren.